# ステファニー・ウィルソン
ステファニー・ダイアナ・ウィルソン（Stephanie Diana Wilson、1966年9月27日 - ）は、アメリカ合衆国の宇宙飛行士、およびエンジニアである。ハーバード大学とテキサス大学オースティン校で学んだ。

## 経歴
ウィルソンは1966年9月27日にマサチューセッツ州ボストンで誕生した。彼女はハーバード大学を卒業後、テキサス大学オースティン校でさらに学んだ。1996年にはNASAの宇宙飛行士候補に選抜され、宇宙飛行士としての道を歩み始めることとなった。

## 宇宙飛行
ウィルソンは複数のスペースシャトルミッションに参加している。主なミッションは以下の通りである。
- STS-120: 国際宇宙ステーション（ISS）のハーモニーモジュールの設置に貢献した。
- STS-121: スペースシャトル・ディスカバリー号による「飛行再開」ミッションの一員として、国際宇宙ステーションへの補給物資輸送および新たな技術の検証を行った。
- STS-131: 国際宇宙ステーションへの補給物資輸送ミッションであり、多岐にわたる科学実験装置を運搬した。

彼女はこれらのミッションを通じて、宇宙における科学研究や国際宇宙ステーションの建設・維持に大きく貢献している。